# Isturgia miniosaria
Isturgia miniosaria is een vlinder uit de familie spanners (Geometridae). De wetenschappelijke naam is voor het eerst geldig gepubliceerd in 1829 door Duponchel.
De soort komt voor in Europa.